# Резня в Паросле
Резня в Паросле (пол. Zbrodnia w Parośli I) — массовое убийство жителей польской колонии Паросля (Владимирецкий район Ровенской области), совершённое украинскими националистами 9 февраля 1943 года. По разным оценкам, в результате резни погибло от 149 до 173 поляков, чьи дома позднее были сожжены. В современной польской историографии это нападение считают первым эпизодом «антипольских» действий УПА на Волыни.

## Ход убийства
Утром 9 февраля 1943 года в Парослю вошла группа украинских националистов, которые представились советскими партизанами и требовали предоставить им еду. В усадьбах жителей разместились по несколько пришедших. Вокруг колонии была выставлена охрана, которая должна задерживать любых случайных прохожих. Впоследствии пришедшие лица сообщили полякам о запланированной атаке на окружающую железную дорогу, и в связи с тем предложили жителям связать их, чтобы обезопасить от возможной немецкой мести. После того, как это было сделано, связанные жители были убиты.
Спаслись от 8 до 12 человек — все дети или подростки. Резню в Паросле пережила семья евреев из шести человек, которая пряталась в подвале дома Клеменса Горошкевича, при этом сам хозяин-поляк был убит. Имущество убитых поляков было погружено на сани и вывезено в окрестные украинские сёла — что также соответствовало сценарию, впоследствии использовавшемуся в ходе Волынской трагедии.
12 февраля 1943 года в Паросле состоялись похороны жертв резни. В братской могиле были похоронены 137 тел (часть тел родственники похоронили на других кладбищах). В мае 1943 года там был насыпан небольшой курган и установлен крест с выжженным надписью: «Здесь покоятся жители колонии Паросля, замученные 9 февраля 1943 года».

## Версии польских исследователей относительно виновников уничтожения населения Паросли
По утверждению польского исследователя Гжегожа Мотыки населения колонии Паросля было уничтожено сотней УПА под командованием «Долбёжки-Коробки» (Григория Перегиняка). Примечательно, что отряд Перегиняка за пару дней до трагедии в Паросле совершил нападение на немецкий полицейский участок во Владимирце, убив немецкого командира жандармерии. Также была атакована казарма, где квартировали казаки-«власовцы», трое из которых были убиты, а шестеро — захвачены в плен. В пользу версии Мотыки о том, что Парослю атаковала именно сотня Перегиняка, говорит и тот факт, что очевидцы вспоминали о нескольких пленных казаках, которых националисты привели с собой и после пыток убили в селе.
По версии Владислава и Евы Семашко уничтожение Паросли было осуществлено отрядами бульбовцев, для которых подобная тактика была уже привычной. Их привлёк тот факт, что украинские националисты, вошедшие в Парослю, использовали форму, привычную для советских партизан, и советские кокарды на головных уборах. Кроме того, бульбовцы также регулярно нападали на казачьи части, которые немцы использовали в первую очередь для борьбы с отрядами УПА, потому убитые в Паросле казаки могли быть захвачены и не во Владимирце. В пользу их версии говорит и то, что вскоре после этого массового убийства советские партизаны начали боевые действия против отрядов Бульбы-Боровца.
По версии польского исследователя Владислава Филяра уничтожение Паросли было осуществлено ротой УПА под командованием «Коры» (Федора Корзюка).
По версии польского журналиста Эдварда Пруса Паросля уничтожена отрядом УПА под руководством сотника Григория и немецкого оберлейтенанта Фишера. В предисловии к другой его книги указывается, что убийство жителей Паросли осуществлено отрядом УПА под командованием сына священника Петра Нетовича.

## Воспоминания советских партизан

### Воспоминания Юзефа Собесяка
В воспоминаниях бывшего польского красного партизана Юзефа Собесяка из бригады Антона Бринского-«Дяди Пети», написанных в соавторстве с писателем Ришардом Егоровым, указывается, что одной февральской ночью в 1943 году партизаны Бринского увидели на востоке «кровавое сияние», которое приняли за нападение немцев на Гуту Степанскую. На следующий день в партизанском лагере появились двое местных крестьян - «свидетели вчерашней трагедии». По словам крестьян, за два дня до того в Парослю прибыл вооружённый отряд, «одеты были в основном в гражданское, некоторые были одеты в советские мундиры и плащи, а на фуражках и меховых шапках красные звезды». Они расквартировались по домам, а на следующий день призвали всех жителей собраться перед школой. Когда люди пришли, то на шапках пришельцев "вместо красных звезд теперь были металлические знаки трезубца". После слов «стрелки, резать ляхов» людей начали рубить топорами, а в тех, кто пытался бежать, стреляли из пулемётов и другого оружия. Затем нападавшие погрузили имущество жителей на телеги, забрали скот, подожгли колонию с двух сторон и двинулись в лес. По прибытии в Парослю Собесяк выяснил, что нападавших было от 50 до более 200, и вооружены они были немецкими пулемётами и карабинами. Отряд партизан отправился в погоню и через несколько часов наткнулся на лагерь незнакомцев и захватил одного из них в плен. По словам пленного, нападавшие пришли с Колок, их командиром является «сотник Григорий», а уничтожить людей в Паросле вроде «приказали попы и комендант Конотопчук». Также в составе отряда присутствовал «немецкий обер-лейтенант Фишер». После допроса пленного, партизаны Собесяка напали на лагерь, отбили скот, несколько телег с вещами и убили 12 нападавших. Остальным удалось скрыться. Нападение на Парослю Собесяк приписывает бандеровцам.

### Воспоминания Антона Бринского
Антон Бринский, в составе бригады которого в 1943 году воевал Юзеф Собесяк, в своих воспоминаниях описывал обстоятельства нападения на Парослю так: «В Домбровицком, Высоцком, Владимирецком и других районах действовали так называемые бульбовцы. Пользуясь поддержкой фашистских властей и называя себя борцами за народ, они раздували национальную рознь, призывали к поголовному истреблению польского населения (а его в этих местах было много) и уже начинали резню. В селе Поросня Владимирецкого района они зарубили сто восемьдесят человек, в селе Сохи Дубровицкого района вырезали тридцать семей — и это были не единичные случаи. Польские националисты платили той же монетой».

### Воспоминания Петра Вершигоры
В своих воспоминаниях 1947 года один из командиров соединения Ковпака Петр Вершигора описывал, что в начале февраля 1943 года его отряд находился в селе Степангород, расположенном примерно в сорока километрах к северу от Паросли. На следующий день разведчики Вершигоры сообщили, что «сегодня ночью в одно из небольших польских сел, лесной хуторок в тридцать домов, ворвалась группа из полусотни вооруженных людей. Незнакомцы окружили село, выставили посты, а потом начали подряд ходить из дома в дом и уничтожать жителей. Не расстрел, не казнь, а зверское уничтожение. Не выстрелами, а дубовыми кольями по голове, топорами. Всех — мужчин, стариков, женщин, детей. Затем, вероятно опьянев от крови и бессмысленного убийства, стали пытать своих жертв. Резали, кололи, душили». Свидетелями происшествия стали советские партизаны, выстрелами заставили нападавших убежать. По объяснениям, которые приводит Вершигора, руководителем нападавших был «сын владимирского попа» «Саша», который ранее работал в нацистской службе безопасности в Сарнах. Вместе с группой бывших полицейских, которых немцы специально для этого «освободили» со службы, и местных преступников он начал уничтожать польское население и тем самым спровоцировал конфликт между местными украинцами и поляками.
Эпизод с уничтожением лесного хутора также упоминал в своей книге начальник разведки отряда Ковпака Иван Бережной. Он указывал, что жителей хутора — поляков зарубили топорами и указывал: «оказалось, там похозяйничали националисты». Однако что это были за "националисты", Бережной не объяснил.

## Версия УПА
Связной ОУН Даниил Антипец вспоминает, что получил приказ узнать во Владимирце о судьбе арестованного немцами подпольщика. По дороге он услышал от машинистов в поезде об истреблении колонии Паросля. Антипец отмечает, что «к убийству жителей Паросля - там в Паросле погибло два наших связных. Там жили польские офицеры, бывшие легионеры, был центр Армии Крайовой».
В показаниях повстанца Петра Василенко говорится, в частности, что «Действовала наша банда все время в Ровенской и Волынской областях. Там наша сотня под командованием Корзюка Федора из Волынской области по кличке «Кора» уничтожила два селения около 300 дворов (сожжено) - селение Галы и селение Паросля Владимирецкого района Ровенской области. Все польское население вплоть до грудных детей было уничтожено (вырезано и порубано). Я лично там застрелил 5 поляков, которые убегали в лес».
В своих воспоминаниях ветеран УПА Степан Бакунец (псевдо "Грушка"), который принимал участие в нападении сотни «Коробки» на Владимирец и в последующих операциях сотни, категорически опроверг предположение о пребывании сотни после акции в Паросли, участие в уничтожении населения колонии и вообще причастность сотни к любым карательных акций. Он утверждал, что после нападения на Владимирец сотня под командованием Григория Перегиняка отправилась в направлении села Золотое, где вступила в бой с немцами, а после этого отправилась дальше на село Смородск. По его словам сотня даже не уничтожила пленных поляков, работавших на немецкую оккупационную власть во Владимирце.

## Документальные источники

### Документы польского подполья
В рапорте округа Армии Крайовой «Волынь» от 20 апреля 1943 года нападение на Паросля приписывают бульбовцам. Автор отмечает, что: «Гайдамацкая акция бульбовцев, которую начали банды Тараса Бульбы (кличка Боровец) в конце февраля 1943 в Сарненском уезде, достигла наибольшего размаха в массовых убийствах в уездах Сарненском и Костопольском (Поросля — 27 семей), Липники — 170 человек, Гиполитовка — 40 человек, окрестности Деражни — 150 человек, дальше будто временно угасли».
В описании случаев в Гуте Степанской и её окрестностях из материалов Департамента информации и печати Делегатуры правительства в государстве, составленных вероятно в августе 1943 года, отмечается, что: «Несколько дней спустя, 10 февраля, произошло уже значительно более крупное нападение на городок Паросля, в котором жили только поляки. В колонии было около 20 домов. Так как немцы осуществляли репрессии против местных жителей, у которых находились советские диверсанты, банда по прибытии к тому городку предложила жителям себя связать, и таким образом под предлогом, что были связаны диверсантами, уберечься от немецких репрессий. Когда все жители были связаны, банда бросилась на них и замордовала всех жителей нечеловеческим способом».
В документе под названием «Українська справа», составленном вероятно в декабре 1943 года, отмечается, что: «Можно только установить, что групповые убийства начались на севере, в Сарненском и Костопольском уездах, где действовал, главным образом, так называемый Тарас Бульба, который представлялся главным командиром украинской народной армии. В руководстве его подразделений, возможно, были бывшие петлюровские офицеры. В Сарненском уезде еще в феврале произошло первое массовое убийство 17 польских и 5 украинских семей из села Паросля вблизи Антоновки. [...] Польское мнение склонно признавать большевиков подстрекателями и тайными руководителями всех акций. Действуя в тени, они повлияли на начало распространения Бульбой и ОУН лозунгов по уничтожению поляков. Такие намерения в среде большевиков соответствовали содержанию сообщения ТАСС, которое обещало защиту украинского населения от захватнических планов Польши. Особенно надо подчеркнуть, что после сообщения ТАСС начались массовые убийства поляков.».

### Документы советских партизан
В сообщении командира одного из советских партизанских отрядов Михаила Корчева Антону Бринскому, составленном вероятно в феврале 1943 года, отмечается, что: «В районе Высоцк, Домбровица и Владимирец начали действовать националисты. Руководитель этих районов мне известен: Высоцк — руководит Савицкий, секретарь районной управы, Домбровица — Пинькевич - сын попа, Владимирец — Супоркевич — сын попа — украинец 37 лет, черный, лысый, имеет 150 человек. Действует 9.2.43 года в селе Поросня (польская колония). 4:00 уничтожил 180 человек поляков. Били топорами, Владимирецкий район. Этого же числа в одно время в селе Сохи Домбровицкого района уничтожено 30 семей поляков. По всей вероятностью из этой партии. Сейчас его отряд находится в районе Дубровица-Сарны».
По сообщению руководителей партизанского движения на Ровенщине в Украинский штаб партизанского движения от 25 февраля 1943: «В Ровенской области украинские националисты начали активные действия. 9 февраля в селе Поросня Владимирского района националисты уничтожили 21 семью поляков, в селе Сохи Домбровицкого района уничтожили 30 семей поляков и группу партизан —  11 человек».
В отчете в начале апреля 1943 отмечается, что «украинские националисты начали массовый террор против польского населения. В селах Березино, Чайковое, Поросля Владимирецкого и Высоцкого районов вырезали полностью население и сожгли более 200 дворов».
В докладной записке Никите Хрущёву в конце мая 1943 года командиры партизанских отрядов Ровенской области отмечают массовый террор «националистов» по отношению к польскому населению сел. Также сообщалось, что «в селе Паросля уничтожена 21 польская семья».
В докладе руководителя подпольного обкома Ровенской области Василия Бегмы за апрель 1944 года отмечается, что «9 января в селе Паросля Владимирского района бульбовцы вырезали все польское население».